# Törst (film)
Törst är en svensk dramafilm från 1949 i regi av Ingmar Bergman, med manus av Herbert Grevenius efter Birgit Tengroths novellsamling med samma namn. I huvudrollerna ses Eva Henning, Birger Malmsten, Hasse Ekman och Birgit Tengroth.

## Handling
Man följer Rut och Bertils sköra kärleksrelation, och deras ältande över tidigare älskare och älskarinnor på en utrikestågresa hem mot Sverige. Parallellt med tillbakablickar följer man även Bertils tidigare älskarinna Viola.

## Om filmen
Filmen spelades in vid Filmstaden i Råsunda och hade premiär på biograf Spegeln i Stockholm den 17 oktober 1949. Filmen möttes mestadels av positiv kritik av dåtidens press, som ansåg att Bergman och Grevenius gjort en bra och kraftfull filmöverföring av Birgit Tengroths uppmärksammade skrifter. Den svenska censuren klippte bort några av filmens sexuellt utmanande scener. Filmen har även visats vid ett flertal tillfällen av SVT.

## Rollista i urval
- Eva Henning – Rut
- Birger Malmsten – Bertil
- Birgit Tengroth – Viola
- Hasse Ekman – doktor Rosengren
- Mimi Nelson – Valborg
- Bengt Eklund – kapten Raoul
- Gaby Stenberg – Astrid
- Naima Wifstrand – fröken Henriksson, balettlärarinna

Ej krediterade:
- Sven-Eric Gamble – glasmästare
- Gunnar Nielsen – assistentläkare
- Helge Hagerman – svensk präst
- Calle Flygare – dansk präst
- Sif Ruud – änka på kyrkogård
- Britta Brunius – abortsköterska

## DVD
Filmen gavs ut på DVD 2005.